# Cimetière militaire allemand de Béthencourt-sur-Somme
Le cimetière militaire allemand de Béthencourt est un cimetière militaire de la Grande Guerre, situé sur le territoire de la commune de Béthencourt-sur-Somme, dans le département de la Somme.

## Historique
La plupart des soldats inhumés dans ce cimetière sont morts en 1918.

## Caractéristiques
Le cimetière compte 1 242 corps en tombes individuelles. Les tombes individuelles sont matérialisées par des croix en métal.

## Pour approfondir